# Ложовська Зінаїда Яківна
Зінаїда Яківна Ложовська, до шлюбу Левченко (нар. 21 червня 1938, село Кам'яна Гребля, Сквирський район, Київська область) — українська радянська діячка, агрономка, голова колгоспу «Серп і Молот» села Білий Камінь Золочівського району Львівської області. Герой Соціалістичної Праці (22.12.1977). Кандидатка у члени ЦК КПУ (лютий 1981 — червень 1990 року).

## Життєпис
Народилася 21 червня 1938 року в селі Кам'яна Гребля Сквирського району Київської області.
Член КПРС з 1958 року.
У 1960 році переїхала працювати до колгоспу «Серп і Молот» села Білий Камінь Золочівського району Львівської області.
У 1960—1973 роках — агрономка, головна агрономка колгоспу «Серп і Молот» села Білий Камінь Золочівського району Львівської області.
Закінчила заочне відділення Львівського сільськогосподарського інституту.
У лютому 1973 — 1991 року — голова колгоспу «Серп і Молот» села Білий Камінь Золочівського району Львівської області.
Досягнула великих успіхів у розвитку тваринництва: за рік надої молока в колгоспі «Серп і Молот» збільшилися вдвічі. У 1975 році завершене будівництво великого тваринницького комплексу із санпропускником, сауною, зубопротезним (стоматологічним) кабінетом, кімнатами для відпочинку та навчання, пральнею, а також збудовано комплекс будівель під тракторну бригаду. Напрямком у розвитку тваринництва було вирощування нетелів, тобто продуктивно запліднених телиць, а за деякий час колгосп реалізовував 1000 нетелів на рік. За особливі досягнення в сільському господарстві Зинаїді Яківні Ложовській Указом Президії Верховної Ради СРСР від 22 грудня 1977 року присвоєно почесне звання Героя Соціалістичної праці з врученням золотої медалі «Серп і Молот». Орденами і медалями були також нагороджені 63 члени колгоспу.
У 1992—1999 роках — керівниця асоціації кооперативів колгоспу «Надбужжя» села Білий Камінь Золочівського району Львівської області. Згодом заснувала Товариство з обмеженою відповідальністю (ТзОВ) «Надбужжя».
Після виходу на пенсію мешкала в селі Білий Камінь.

## Нагороди
- Герой Соціалістичної Праці (22.12.1977)
- два ордени Леніна (22.12.1977,)
- орден Трудового Червоного Прапора
- медалі
- заслужений агроном Української РСР